# 沙漠湖 (加利福尼亞州)
沙漠湖（英語：Desert Lake）是位於美國加利福尼亞州克恩縣的一個非建制地區。該地的面積和人口皆未知。

## 地理
沙漠湖的座標為35°00′09″N 117°41′56″W / 35.00250°N 117.69889°W，而該地的平均海拔高度為732米（即2402英尺）。